# SNCF BB 71000
Die Baureihe BB 71000 umfasst eine kleine Serie von Diesellokomotiven der SNCF,
die bei der Staatsbahn von 1965 bis zum Jahre 1988 in Dienst standen, teilweise wurden Exemplare schon zuvor vermietet.

## Geschichte

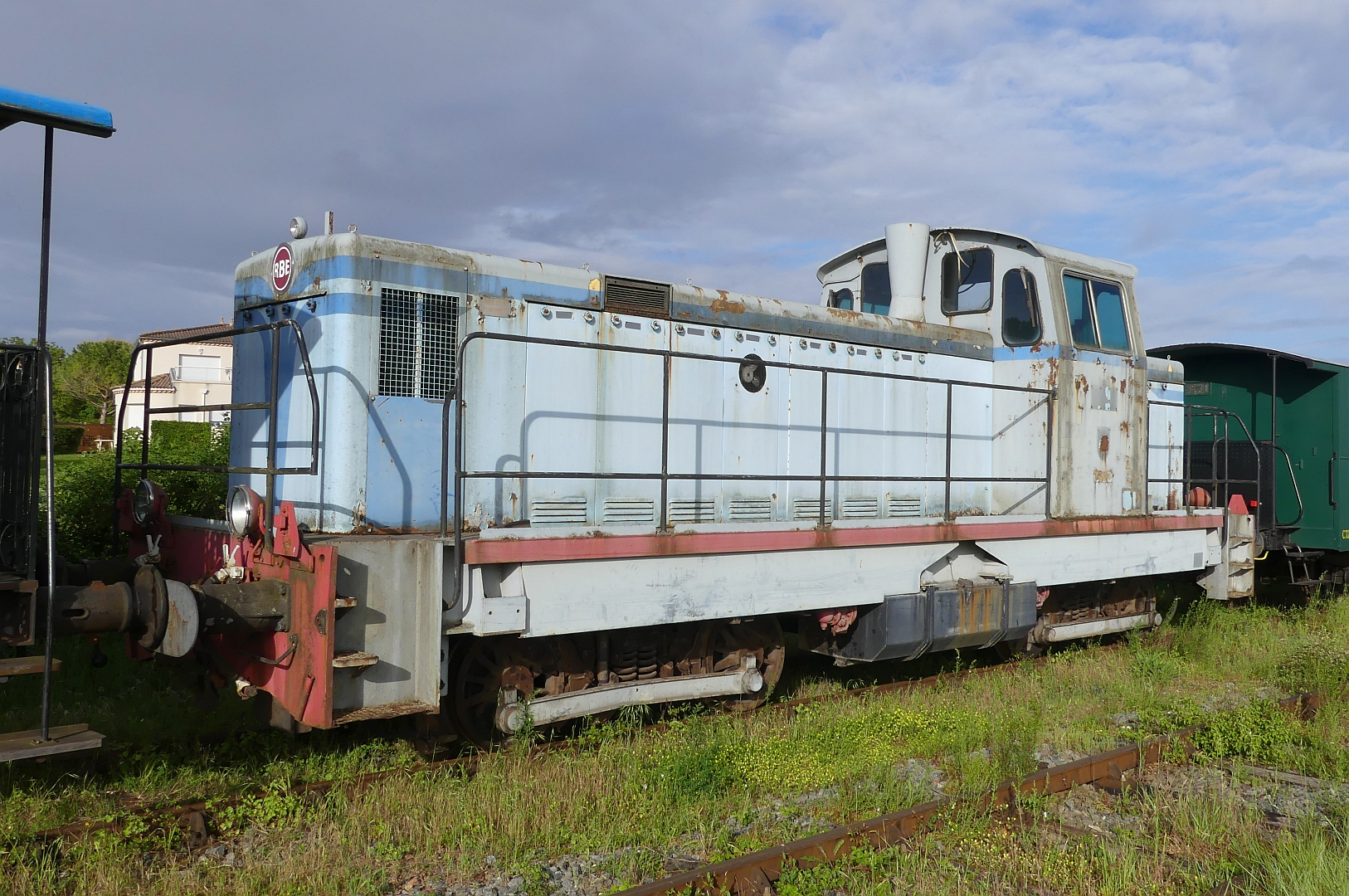
BB 71010 beim Train des Mouettes in Chaillevette

Prototyp der Baureihe war das äußerlich ähnliche Einzelstück BB 60001 der SNCF, welches 1959
von der CFD in deren Werkstätten in Montmirail und der SACM gebaut und zunächst für Versuchseinsätze an die SNCF vermietet worden war.
Diese Maschine ging 1967 wieder zurück an die CFD für deren Streckennetz. Von März 1965 bis Februar 1966 folgte dann die ebenfalls von der CFD konstruierte und der Compagnie de Fives-Lille, abgekürzt CFL, gebaute Serie der Baureihe BB 71000, die hauptsächlich im Güterverkehr auf Nebenstrecken und im Rangierdienst zum Einsatz kam.

## Technik
Die innenliegenden Profile und Streben der Diamond-Drehgestelle und die mittels Stangen gekuppelten, angetriebenen Räder brachten der Baureihe bald den Spitznamen pédalo (Tretboot) ein. Je Drehgestell sind zwei Hydraulikstoßdämpfer eingebaut. Eine Besonderheit war das im Prototyp getestete hydromechanische 8-Gang-Getriebe „ASYNCHRO“, das die Erwartungen im Einsatz übertraf und folglich auch in der Serienfertigung der BB 71000 zum Einbau kam. Über eine Abtriebswelle mit Freiläufen und eine Kardanwelle wird das Antriebsmoment auf die jeweils äußere Achse übertragen. Ein manueller erster Gang kommt bei hoher Last oder Steigung zum Einsatz. Ansonsten erfolgt die Anfahrt üblicherweise im zweiten Gang. Der Wechsel der Gänge erfolgt vollautomatisch im Sekundenbereich, wobei das Getriebe selbst während des Schaltvorgang im Stillstand ist. Als Motorisierung diente ein turboaufgeladener 12-Zylinder-Motor des Typs POYAUD Typ A. 12., der bei einer Nenndrehzahl von 1650/min eine Nennleistung von 640 PS (470 kW) lieferte. Das Führerhaus ist auf Gummiblöcken gelagert und schallisoliert.
Im Gegensatz zu den zuvor beschafften dieselelektrischen SNCF BB 63000 mit vergleichbaren Leistungskennzahlen waren die BB 71000 mehr als zehn Tonnen leichter, da Generatoren und
elektrische Motoren nicht vorhanden waren, und versprachen dementsprechend vergleichsweise erhebliche Kraftstoffeinsparungen.

## Einsatz und Verbleibe
Die BB 71001 bis 71015 kamen zunächst zum Depot Clermont-Ferrand und ab Mai 1974 zum Depot Nevers, wo sie ihren Dienst bei der Staatsbahn beendeten. Die Lokomotiven BB 71016 bis 71030 kamen nach Tours-Saint-Pierre, wo sie
Zeit Lebens bis zur Abstellung stationiert blieben. Von diesen wurden 5 Exemplare bereits ab 1979 wieder an die CFD für deren Netz vermietet. Ab dem Jahre 1981 wurden jährlich etwa zwei bis vier Maschinen
abgestellt. Die letzten zwei Exemplare wurden 1989 offiziell aus den Einsatzlisten gestrichen.
BB 71001 wurde nach ihrem Verkauf von der Bahngesellschaft (OFP) Régiorail in der Gegend von Boulou in der ehemaligen Region Languedoc-Roussillon (bis 2015) für Rangierdienste und die Bedienung bestimmter Nebenstrecken genutzt. Die französische Güterbahn RégioRail Languedoc Roussillon SAS trägt seit 18. August 2015 die neue Firmierung RégioRail France SAS
BB 71008 erhielt später einen Motor von Cummins und ist beim Train des Mouettes durch TRAINS & TRACTION erhalten. Seit 2016 ist sie wieder betriebsfähig und wurde 2020 ein bewegliches Kulturdenkmal.
BB 71010 fuhr bald nach ihrer außer Dienst Stellung von 1988 bis 1998 fuhren im Tourismus- bzw. Museumsbahn-Verkehr Reisezüge unter dem Namen „Rive Bleue Express“ (RBE) von Bouveret nach Evian-les-Bains am Ufer des Genfer See von der Schweiz nach Frankreich und zurück. Sie stand noch im Mai 2003 weiterhin in Bouveret, wohl in der Hoffnung, dass eines Tages wieder nach Evian gefahren werden kann. Später stand sie viele Jahre in Flüelen
und wurde Anfang des Jahres 2023 von einer Privatperson erworben und der FACS – Patrimoine Ferroviaire übereignet, die sie ebenfalls der TRAINS & TRACTION für deren Train des Mouettes zur Verfügung stellte.
BB 71015 und 71018 kamen im 2022 von einer Firma Combrail zur Chemin de fer de la Vendee CFV in Mortagne-sur-Sèvre (Vendee 85) für deren Museumsbahn nach Les Herbiers. Dort ist eine betriebsfähige Aufarbeitung beabsichtigt. Im Sommer 2023 folgte als Ersatzteilspender die BB 71027 vom Industrieanlagenanbieter Patry in Persan, 30 km nördlich von Paris.
Bei Patry existierte im November 2014 auch noch die BB 71030 und soll ebenfalls erhalten bleiben.

## Modelle
In Kleinserie gab es bisher von der BB 71000 in der Größe HO Modelle als Bausatz von RMCF (Messing) und Alexander-Modell (Weißmetall).